# Nekrolog Juli 2024
Nekrolog
◄◄
| ◄
| 2020
| 2021
| 2022
| 2023
| 2024 | 2025
Januar |
Februar |
März |
April |
Mai |
Juni |
Juli |
August |
September |
Oktober |
November |
Dezember 2024
Weitere Ereignisse | Allgemeiner Nekrolog 2024
Die Beschreibung der verstorbenen Person sollte so kurz wie möglich gehalten sein und nur deren signifikante Tätigkeit(en) enthalten.
Neue Namen ggf. auch unter dem Geburts- und Sterbedatum, also etwa unter 1. Januar und im Geburts- und Sterbejahr (2024) eintragen (nur bei entsprechender großer Wichtigkeit). Für Beispiele siehe die schon vorhandenen Artikel.
Außerdem über die fünf zuletzt Verstorbenen, zu denen es einen ausreichend guten Artikel für eine Präsentation auf der Hauptseite gibt, nach der todesbedingten Überarbeitung der Artikel ggf. auch unter Wikipedia Diskussion:Hauptseite informieren und sie am besten auch in den anderen Wikipedia-Sprachversionen eintragen. Tipp: Regelmäßig bei news.google.de nach „ist tot“, „gestorben“ oder „verstorben“ suchen.
Wenn eine Person gestorben ist, gibt es viele Seiten zu dieser Person in der Wikipedia, die davon auch betroffen sind und entsprechend aktualisiert werden müssen. Beispiele: Namenübersichtsseite, Geburtsjahr, Geburtsort-Seiten und viele mehr.
Wie finde ich die betroffenen Seiten?
Im Suchfeld auf der linken Seite gibt man den Suchbegriff so ein: „Vorname Nachname“. Dann klickt man auf Volltext und alle Seiten mit entsprechendem Suchtext werden aufgerufen. Hier sieht man dann schnell, wo auch das Todesjahr Sinn macht oder sogar ein Teil des Artikels angepasst werden muss. Auch hilft das „Werkzeug“ auf der linken Seite sehr gut, um solche Seiten aufzufinden: „Links auf diese Seite“. Somit ist die Wikipedia wieder aktuell in allen Bereichen! Hinweis: bei Eintragung der Kategorie „Gestorben JAHR“ wird der Missbrauchsfilter 49 ausgelöst, was jedoch nicht schlimm ist. Siehe: Spezial:Missbrauchsfilter/49
Dies ist eine Liste von im Juli 2024 verstorbenen bekannten Persönlichkeiten. Die Einträge erfolgen innerhalb der einzelnen Daten alphabetisch sortiert. Tiere sind im Nekrolog für Tiere zu finden.

## Juli
Bearbeitungshinweis: Neue Todesfälle bitte absteigend nach Tagen geordnet eintragen. Die Todesfälle desselben Tages bitte in alphabetischer Reihenfolge einfügen.
| Tag      | Name                           | Beruf, bekannt als                                                                                                | Alter | Beleg |
| -------- | ------------------------------ | --- | ----- | ----- |
| 31. Juli | Manfred Bierwisch              | deutscher Linguist                                                                                                | 94    |       |
| 31. Juli | Eric J. Crighton               | kanadischer Geograph                                                                                              | 55    |       |
| 31. Juli | Genco Erkal                    | türkischer Theater- und Filmschauspieler                                                                          | 86    |       |
| 31. Juli | George Field                   | US-amerikanischer Astrophysiker                                                                                   | 94    |       |
| 31. Juli | Krum Georgiew                  | bulgarischer Schachspieler                                                                                        | 66    |       |
| 31. Juli | Ismail al-Ghoul                | palästinensischer Journalist                                                                                      | 27    |       |
| 31. Juli | Ismail Haniyya                 | palästinensischer Politiker und Terrorist                                                                         | ≈61   |       |
| 31. Juli | Hajo Hoffmann                  | deutscher Politiker                                                                                               | 79    |       |
| 31. Juli | Ron Johnston                   | kanadischer Jazzmusiker (Piano)                                                                                   | 81    |       |
| 31. Juli | André Juillard                 | französischer Comiczeichner                                                                                       | 76    |       |
| 31. Juli | Bertram Kaes                   | deutscher Spieleerfinder                                                                                          | 66    |       |
| 31. Juli | Ingrid Klopp                   | deutsche Politikerin                                                                                              | 81    |       |
| 31. Juli | Marcus Maurer                  | deutscher Dermatologe und Allergologe                                                                             | 58    | [ 1 ] |
| 31. Juli | Mokhtar Nourafshan             | iranischer Behindertensportler                                                                                    | 57    |       |
| 31. Juli | Henrik Rhyn                    | Schweizer Schriftsteller, Erzähler, Schauspieler, Feature-Autor, Redakteur, Fernsehmoderator, Maler und Gestalter | 82    |       |
| 31. Juli | Song Ki-wŏn                    | südkoreanischer Schriftsteller                                                                                    | 77    |       |
| 31. Juli | Billy Sprowls                  | mexikanischer Autorennfahrer                                                                                      | 88    |       |
| 31. Juli | Anton Steer                    | deutscher General                                                                                                 | 89    |       |
| 31. Juli | Victoria Eugenia               | spanische Tänzerin und Choreografin                                                                               | 91    |       |
| 30. Juli | Pina Bottin                    | italienische Schauspielerin                                                                                       | 91    |       |
| 30. Juli | Armin Forker                   | deutscher Kriminologe und Kriminalist                                                                             | 93    |       |
| 30. Juli | Irène Grosjean                 | französische Naturheilpraktikerin                                                                                 | 93    |       |
| 30. Juli | Thomas Hartung                 | deutscher Politiker                                                                                               | 53    |       |
| 30. Juli | Wladimir Jeschinow             | sowjetischer Ruderer                                                                                              | 75    |       |
| 30. Juli | Max Kunz                       | deutscher Politiker                                                                                               | 95    |       |
| 30. Juli | Hans Lenk                      | deutscher Philosoph und Ruderer                                                                                   | 89    |       |
| 30. Juli | Onyeka Onwenu                  | nigerianische Sängerin, Songwriterin, Schauspielerin, Journalistin und Aktivistin                                 | 72    |       |
| 30. Juli | Fuad Schukr                    | libanesischer Milizionär                                                                                          | ≈62   |       |
| 30. Juli | Wolfgang Seyd                  | deutscher Erziehungswissenschaftler                                                                               | 78    |       |
| 30. Juli | Roland A. Souchez              | belgischer Glaziologe                                                                                             | 85    |       |
| 30. Juli | Lisa Westcott                  | britische Maskenbildnerin und Friseurin                                                                           | 76    |       |
| 30. Juli | Peter Wyder                    | Schweizer Physiker                                                                                                | 90    |       |
| 29. Juli | Robert Banas                   | US-amerikanischer Tänzer und Schauspieler                                                                         | 90    |       |
| 29. Juli | Rochus Bassauer                | deutscher Drehbuchautor                                                                                           | 81    |       |
| 29. Juli | Paco Camino                    | spanischer Torero                                                                                                 | 83    |       |
| 29. Juli | Goetz Eilers                   | deutscher Jurist                                                                                                  | 82    |       |
| 29. Juli | Robert Fellowes                | britischer Manager und Peer                                                                                       | 82    |       |
| 29. Juli | Eckhard Galley                 | deutscher Sportjournalist                                                                                         | 84    |       |
| 29. Juli | Aliza Grinberg                 | israelische Dichterin                                                                                             | 97    |       |
| 29. Juli | Doro Kowatsch                  | österreichischer Offizier                                                                                         | 68    |       |
| 29. Juli | Hans-Jürgen Krupp              | deutscher Wirtschaftswissenschaftler und Politiker                                                                | 91    |       |
| 29. Juli | Leonard Lamensdorf             | US-amerikanischer Schriftsteller                                                                                  | 94    |       |
| 29. Juli | Juri Sergejew                  | sowjetischer Eisschnellläufer                                                                                     | 99    |       |
| 29. Juli | Amancay Stumpfs                | paraguayische Künstlerin und Menschenrechtsaktivistin                                                             | 28    |       |
| 29. Juli | Józef Szmidt                   | polnischer Leichtathlet                                                                                           | 89    |       |
| 29. Juli | Paul Graham Wilson             | australischer Botaniker                                                                                           | 96    |       |
| 28. Juli | Erica Ash                      | US-amerikanische Schauspielerin                                                                                   | 46    |       |
| 28. Juli | David Biale                    | US-amerikanischer Historiker                                                                                      | 75    |       |
| 28. Juli | Chino XL                       | US-amerikanischer Rapper und Schauspieler                                                                         | 50    |       |
| 28. Juli | Suzanne Deriex                 | Schweizer Autorin                                                                                                 | 98    |       |
| 28. Juli | Michael von Griechenland       | griechischer Prinz und Autor                                                                                      | 85    |       |
| 28. Juli | Francine Pascal                | US-amerikanische Kinder- und Jugendbuchautorin                                                                    | 92    |       |
| 28. Juli | Martin Phillipps               | neuseeländischer Musiker und Sänger                                                                               | 61    |       |
| 28. Juli | Mick Underwood                 | britischer Schlagzeuger                                                                                           | 78    |       |
| 27. Juli | Carlos Alvarado                | costa-ricanischer Fußballspieler                                                                                  | 96    |       |
| 27. Juli | Jean-Baptiste Bui Tuân         | vietnamesischer Bischof                                                                                           | 96    |       |
| 27. Juli | Helmut Farnschläder            | deutscher Schuhmacher und Verbandsfunktionär                                                                      | 77    |       |
| 27. Juli | Oldřich Janota                 | tschechischer Liedermacher                                                                                        | 74    |       |
| 27. Juli | Alfred Köpf                    | deutscher Politiker                                                                                               | 96    |       |
| 27. Juli | Pawel Kuschnir                 | russischer Politaktivist und Pianist                                                                              | 39    |       |
| 27. Juli | Mísia                          | portugiesische Fado-Sängerin                                                                                      | 69    |       |
| 27. Juli | Edna O’Brien                   | irische Schriftstellerin                                                                                          | 93    |       |
| 27. Juli | Joaquín Oliveros               | kubanischer Flötist                                                                                               | 78    |       |
| 27. Juli | Thomas Reiner                  | deutscher Schauspieler und Synchronsprecher                                                                       | 97    |       |
| 27. Juli | Wolfgang Rihm                  | deutscher Komponist und Musikwissenschaftler                                                                      | 72    |       |
| 26. Juli | J. Borges                      | brasilianischer Holzschnittkünstler und Dichter                                                                   | 88    |       |
| 26. Juli | Laurenz Bösing                 | deutscher Altphilologe und Bibliothekar                                                                           | 90    |       |
| 26. Juli | Hans-Jürgen Brosin             | deutscher Meteorologe, Meeresforscher, Meereskundler und Ozeanograph                                              | 88    |       |
| 26. Juli | Jason Clark                    | US-amerikanischer Sänger                                                                                          | 49    |       |
| 26. Juli | George B. Crist                | US-amerikanischer General                                                                                         | 93    |       |
| 26. Juli | Lionel Elika Fatupaito         | samoanischer Boxer und Boxtrainer                                                                                 | 60    |       |
| 26. Juli | Luis Galarza                   | bolivianischer Fußballspieler und -trainer                                                                        | 73    |       |
| 26. Juli | Frits Goldschmeding            | niederländischer Unternehmer                                                                                      | 90    |       |
| 26. Juli | Mariano Haro                   | spanischer Leichtathlet                                                                                           | 84    |       |
| 26. Juli | Charles Hewett                 | US-amerikanischer Radrennfahrer                                                                                   | 94    |       |
| 26. Juli | Charles Juliet                 | französischer Dichter und Schriftsteller                                                                          | 89    |       |
| 26. Juli | Geir Karlsen                   | norwegischer Fußballspieler                                                                                       | 75    |       |
| 26. Juli | James J. Lovelace              | US-amerikanischer Offizier                                                                                        | 75    |       |
| 26. Juli | Kelly Nelon Clark              | US-amerikanische Sängerin                                                                                         | 64    |       |
| 26. Juli | Amber Nelon Kistler            | US-amerikanische Sängerin                                                                                         | 35    |       |
| 26. Juli | Maria New                      | US-amerikanische Kinderendokrinologin                                                                             | 95    |       |
| 26. Juli | Wayne R. Rouse                 | kanadischer Klimatologe und Hydrologe                                                                             | 86    |       |
| 26. Juli | Helmut Schwarzberg             | deutscher Neurophysiologe                                                                                         | 83    |       |
| 26. Juli | Erwin Stein                    | deutscher Fußballspieler                                                                                          | 89    |       |
| 26. Juli | Heike Tauch                    | deutsche Hörspielautorin und -regisseurin                                                                         | 59    |       |
| 26. Juli | Gerhard Thierbach              | deutscher Pädagoge und Politiker                                                                                  | 86    |       |
| 26. Juli | Jo Toennaer                    | niederländischer Fußballspieler                                                                                   | 90    |       |
| 26. Juli | Arvo Valton                    | estnischer Schriftsteller                                                                                         | 88    |       |
| 26. Juli | Wolfgang Weisgram              | österreichischer Journalist und Autor                                                                             | 67    |       |
| 26. Juli | Alfred Zierler                 | österreichischer Medailleur                                                                                       | 91    |       |
| 25. Juli | Inés Ayala Sender              | spanische Politikerin                                                                                             | 67    |       |
| 25. Juli | Hans Caprez                    | Schweizer Journalist                                                                                              | 83    |       |
| 25. Juli | Pascal Danel                   | französischer Sänger und Komponist                                                                                | 80    |       |
| 25. Juli | Francis D’Britto               | indischer Priester und Sozialaktivist                                                                             | 81    |       |
| 25. Juli | Antonio Guarnieri              | italienischer Chemiker                                                                                            | 93    |       |
| 25. Juli | Gottfried Konecny              | deutscher Geodät                                                                                                  | 94    |       |
| 25. Juli | Benjamin Luxon                 | britischer Opernsänger                                                                                            | 87    |       |
| 25. Juli | Kjeld Olesen                   | dänischer Politiker                                                                                               | 92    |       |
| 25. Juli | Volker Pilz                    | deutscher Chemieingenieur                                                                                         | 84    |       |
| 25. Juli | Michael Röther                 | deutscher Unternehmer                                                                                             | 61    |       |
| 25. Juli | Luca Scatà                     | italienischer Polizist                                                                                            | 35    |       |
| 25. Juli | Erich Wilhelm Schmid           | deutscher Physiker                                                                                                | 93    |       |
| 25. Juli | Louis van Schoor               | südafrikanischer Polizist, Wachmann und Serienmörder                                                              | ≈72   |       |
| 25. Juli | Patricia Shaw                  | australische Schriftstellerin                                                                                     | 96    |       |
| 25. Juli | Heinz Zahoransky               | deutscher Unternehmer                                                                                             | 95    |       |
| 25. Juli | Marcello Zunica                | italienischer Geograph                                                                                            | 94    |       |
| 24. Juli | Stephan Gottet                 | Schweizer Zahnarzt und Buchautor                                                                                  | 83    |       |
| 24. Juli | Dmytro Kiwa                    | ukrainischer Flugzeugingenieur                                                                                    | 81    |       |
| 24. Juli | Ray Lawler                     | australischer Dramatiker                                                                                          | 103   |       |
| 24. Juli | Andreas Lorenz                 | deutscher Journalist und Autor                                                                                    | 62    |       |
| 24. Juli | Werner Luttermann              | deutscher Geistlicher                                                                                             | 77    |       |
| 24. Juli | Knut Nevermann                 | deutscher Jurist und politischer Beamter                                                                          | 80    |       |
| 24. Juli | Henning Schaller               | deutscher Bühnenbildner                                                                                           | 80    |       |
| 23. Juli | Henri Bach                     | deutscher Koch | 68    |       |
| 23. Juli | Susanne Bard                   | deutsche Schauspielerin                                                                                           | 61    |       |
| 23. Juli | Richard Crawford               | US-amerikanischer Musikhistoriker                                                                                 | 89    |       |
| 23. Juli | Natalja Delone                 | sowjetische Genetikerin                                                                                           | 100   |       |
| 23. Juli | Teresa Gimpera                 | spanische Schauspielerin                                                                                          | 87    |       |
| 23. Juli | Mircea Grabovschi              | rumänischer Handballspieler                                                                                       | 71    |       |
| 23. Juli | Uwe Grüning                    | deutscher Schriftsteller und Politiker                                                                            | 82    |       |
| 23. Juli | Hans-Gerhard Hammer            | deutscher evangelischer Pfarrer, Komponist und Liedermacher                                                       | 76    |       |
| 23. Juli | Friedemann Maurer              | deutscher Pädagoge und Kunstsammler                                                                               | 84    |       |
| 23. Juli | Andrzej Milczanowski           | polnischer Politiker                                                                                              | 85    |       |
| 23. Juli | Douglas R. Nowicki             | US-amerikanischer Ordensgeistlicher                                                                               | 79    |       |
| 23. Juli | Holm Pinkert                   | deutscher Architekt                                                                                               | 68    |       |
| 23. Juli | Günter Gianni Piontek          | Schweizer Bildhauer, Diplomkaufmann und Volkswirt                                                                 | 95    |       |
| 23. Juli | Mel Ramsden                    | britischer Konzeptkünstler                                                                                        | 79    |       |
| 23. Juli | Udo Schumacher                 | deutscher Anatom                                                                                                  | 67    |       |
| 23. Juli | Ekkehard Schumann              | deutscher Rechtswissenschaftler und Politiker                                                                     | 92    |       |
| 23. Juli | Robin Warren                   | australischer Pathologe                                                                                           | 87    |       |
| 22. Juli | Jerzy Artysz                   | polnischer Sänger                                                                                                 | 93    |       |
| 22. Juli | Hafis Bertschinger             | libanesisch-schweizerischer Künstler                                                                              | 90    |       |
| 22. Juli | Duke Fakir                     | US-amerikanischer Sänger                                                                                          | 88    |       |
| 22. Juli | Constantin Gruiescu            | rumänischer Boxer                                                                                                 | 79    |       |
| 22. Juli | Germaine Hoffmann              | luxemburgische bildende Künstlerin                                                                                | 94    |       |
| 22. Juli | Dietmar Kolbus                 | deutscher Schachspieler                                                                                           | 58    |       |
| 22. Juli | Elena Mauti Nunziata           | italienische Opernsängerin                                                                                        | 77    |       |
| 22. Juli | John Mayall                    | britischer Musiker                                                                                                | 90    |       |
| 22. Juli | Willem van der Poel            | niederländischer Computerpionier                                                                                  | 97    |       |
| 22. Juli | Erich Röper                    | deutscher Jurist und Politiker                                                                                    | 85    |       |
| 22. Juli | Richard Sandoval               | US-amerikanischer Boxer                                                                                           | 63    |       |
| 22. Juli | Carolyn Schuler                | US-amerikanische Schwimmerin                                                                                      | 81    |       |
| 22. Juli | Alexander Waugh                | britischer Schriftsteller, Literaturkritiker und Journalist                                                       | 60    |       |
| 21. Juli | Laurie Byers                   | neuseeländischer Radrennfahrer                                                                                    | 83    |       |
| 21. Juli | Giacomina Castagnetti          | italienische Widerstandskämpferin                                                                                 | 98    |       |
| 21. Juli | Kenneth Grange                 | britischer Industriedesigner                                                                                      | 95    |       |
| 21. Juli | Udo Immermann                  | deutscher Politiker                                                                                               | 89    |       |
| 21. Juli | Kim Min-ki                     | südkoreanischer Sänger und Theaterregisseur                                                                       | 73    |       |
| 21. Juli | Peter Knauer                   | deutscher Theologe                                                                                                | 89    |       |
| 21. Juli | Henry J. Nowak                 | US-amerikanischer Politiker                                                                                       | 89    |       |
| 21. Juli | Salvatore Piscicelli           | italienischer Filmkritiker und Drehbuchautor                                                                      | 76    |       |
| 21. Juli | Mac Sweeney                    | US-amerikanischer Politiker                                                                                       | 68    |       |
| 21. Juli | Evelyn Thomas                  | US-amerikanische Sängerin                                                                                         | 70    |       |
| 21. Juli | Jōji Yuasa                     | japanischer Komponist                                                                                             | 94    |       |
| 20. Juli | Luís Caliço                    | portugiesischer Windsurfer                                                                                        | 54    |       |
| 20. Juli | Horst Lettenmayer              | deutscher Unternehmer und Theaterschauspieler                                                                     | 82    |       |
| 20. Juli | Peter H. Merkl                 | US-amerikanischer Politikwissenschaftler                                                                          | 92    |       |
| 20. Juli | Moacir                         | brasilianischer Fußballspieler                                                                                    | 54    |       |
| 20. Juli | Sandy Posey                    | US-amerikanische Sängerin                                                                                         | 80    |       |
| 20. Juli | Malvin Ruderman                | US-amerikanischer Physiker                                                                                        | 97    |       |
| 20. Juli | Carsten Sabrowski              | deutscher Opernsänger                                                                                             | 60    |       |
| 19. Juli | Toumani Diabaté                | malischer Koraspieler                                                                                             | 58    |       |
| 19. Juli | Iryna Farion                   | ukrainische Politikerin                                                                                           | 60    |       |
| 19. Juli | Kevan Gosper                   | australischer Leichtathlet                                                                                        | 90    |       |
| 19. Juli | Erich Hecker                   | deutscher Biochemiker                                                                                             | 98    |       |
| 19. Juli | Wilfried Jochims               | deutscher Opernsänger                                                                                             | 87    |       |
| 19. Juli | Sheila Jackson Lee             | US-amerikanische Politikerin                                                                                      | 74    |       |
| 19. Juli | Horst-Jürgen Lahmann           | deutscher Jurist und Politiker                                                                                    | 89    |       |
| 19. Juli | Alfred Louis                   | deutscher Mathematiker                                                                                            | 75    |       |
| 19. Juli | Domenico Crescentino Marinozzi | italienischer Bischof                                                                                             | 97    |       |
| 19. Juli | Nguyễn Phú Trọng               | vietnamesischer Politiker                                                                                         | 80    |       |
| 19. Juli | Hans Jobst Pleitner            | Schweizer Wirtschaftswissenschaftler                                                                              | 89    |       |
| 19. Juli | Florian Poser                  | deutscher Jazzmusiker                                                                                             | 70    |       |
| 19. Juli | Ray Reardon                    | walisischer Snookerspieler                                                                                        | 91    |       |
| 19. Juli | Eliyahu Rips                   | israelischer Mathematiker                                                                                         | 75    |       |
| 19. Juli | Georg Sava                     | rumänisch-deutscher Pianist                                                                                       | 90    |       |
| 19. Juli | James C. Scott                 | US-amerikanischer Politologe                                                                                      | 87    |       |
| 19. Juli | Wolfgang Smith                 | US-amerikanischer Physiker, Philosoph und Mathematiker                                                            | 94    |       |
| 19. Juli | Ron Stockin                    | englischer Fußballspieler                                                                                         | 93    |       |
| 19. Juli | Tsai-Tsun Wu                   | US-amerikanischer theoretischer Physiker                                                                          | 90    |       |
| 18. Juli | Ute Appelt-Lillack             | deutsche Zeichnerin, Keramikerin und Bildhauerin                                                                  | 65    |       |
| 18. Juli | Rudolf Decker                  | deutscher Politiker                                                                                               | 90    |       |
| 18. Juli | Lou Dobbs                      | US-amerikanischer Kommentator                                                                                     | 78    |       |
| 18. Juli | Harry Dym                      | israelischer Mathematiker                                                                                         | 86    |       |
| 18. Juli | Jean-Pierre Goudeau            | französischer Sprinter                                                                                            | 91    |       |
| 18. Juli | Abner Haynes                   | US-amerikanischer American-Football-Spieler                                                                       | 86    |       |
| 18. Juli | Bob Newhart                    | US-amerikanischer Schauspieler                                                                                    | 94    |       |
| 18. Juli | Thomas Maurice Rice            | irisch-US-amerikanischer Physiker                                                                                 | 85    |       |
| 18. Juli | Martin Seils                   | deutscher Theologe                                                                                                | 97    |       |
| 18. Juli | Edgar Sitzmann                 | deutscher Politiker                                                                                               | 89    |       |
| 18. Juli | Friedrich Verzetnitsch         | österreichischer Politiker und Gewerkschaftsfunktionär                                                            | 79    |       |
| 18. Juli | Christine Williams Ayoub       | US-amerikanische Mathematikerin                                                                                   | 102   |       |
| 18. Juli | Rainer Zaczyk                  | deutscher Rechtswissenschaftler                                                                                   | 73    |       |
| 17. Juli | Cheng Pei-pei                  | chinesische Schauspielerin                                                                                        | 78    |       |
| 17. Juli | Johann Fleschhut               | deutscher Politiker                                                                                               | 68    |       |
| 17. Juli | Anton Hykisch                  | slowakischer Schriftsteller und Diplomat                                                                          | 92    |       |
| 17. Juli | Bettina Junge                  | deutsche Flötistin und Ensembleleiterin                                                                           | 56    |       |
| 17. Juli | Marcela Krinke Susmelj         | tschechisch-schweizerische Dressurreiterin                                                                        | 58    |       |
| 17. Juli | Alcides Lanza                  | argentinisch-kanadischer Komponist und Musikpädagoge                                                              | 95    |       |
| 17. Juli | Hugo Leuenberger               | Schweizer Eishockeyspieler                                                                                        | 77    |       |
| 17. Juli | Peter Nitschke                 | deutscher Politikwissenschaftler                                                                                  | 62    |       |
| 17. Juli | Pinche Peach                   | US-amerikanischer Sänger                                                                                          | 57    |       |
| 17. Juli | Rosa Regàs                     | spanische Schriftstellerin                                                                                        | 90    |       |
| 17. Juli | Hinrich Struve                 | deutscher Feuerwehrmann                                                                                           | 95    |       |
| 17. Juli | Avraham Trakhtman              | sowjetisch-israelischer Mathematiker                                                                              | 80    |       |
| 16. Juli | Joe Bryant                     | US-amerikanischer Basketballspieler                                                                               | 69    |       |
| 16. Juli | Benoît Duteurtre               | französischer Musikkritiker und Schriftsteller                                                                    | 64    |       |
| 16. Juli | Hans-Joachim Fischer           | deutscher Maschinenbauingenieur                                                                                   | 90    |       |
| 16. Juli | Susanne Lücke-David            | deutsche Kunsthistorikerin und Sachbuchautorin                                                                    | 90    |       |
| 16. Juli | Melissa Militano               | US-amerikanische Eiskunstläuferin                                                                                 | 69    |       |
| 16. Juli | Lorenz Bruno Puntel            | deutscher Philosoph                                                                                               | 88    |       |
| 16. Juli | Bernice Johnson Reagon         | US-amerikanische Songwriterin und Sozialaktivistin                                                                | 81    |       |
| 16. Juli | Hermann J. Roth                | deutscher Pharmazeut und Künstler                                                                                 | 95    |       |
| 16. Juli | Irène Schweizer                | Schweizer Jazz- und Improvisationsmusikerin                                                                       | 83    |       |
| 16. Juli | Theodor Ziegler                | deutscher Geodät                                                                                                  | 97    |       |
| 15. Juli | Harald Ansen                   | deutscher Sozialpädagoge und Armutsforscher                                                                       | 63    |       |
| 15. Juli | Ursula Jetter                  | deutsche Schriftstellerin und Lyrikerin                                                                           | 84    |       |
| 15. Juli | Harvey J. Karten               | US-amerikanischer Hirnforscher                                                                                    | 89    |       |
| 15. Juli | Édith Lejet                    | französische Komponistin                                                                                          | 82    |       |
| 15. Juli | Kevin Michael Manning          | australischer Bischof                                                                                             | 90    |       |
| 15. Juli | William MacSems                | US-amerikanischer Komponist, Dirigent und Musikpädagoge                                                           | 93    |       |
| 15. Juli | Tomcraft                       | deutscher House-DJ                                                                                                | 49    |       |
| 15. Juli | Heather Wood                   | britische Sängerin                                                                                                | 79    |       |
| 14. Juli | Marco Bagliani                 | italienischer Umweltwissenschaftler und Geograph                                                                  | 59    |       |
| 14. Juli | Sandra Booker                  | US-amerikanische Jazzsängerin                                                                                     | ≈57   |       |
| 14. Juli | Thomas Bruha                   | deutscher Rechtswissenschaftler                                                                                   | 79    |       |
| 14. Juli | Sérgio Cabral                  | brasilianischer Journalist und Komponist                                                                          | 87    |       |
| 14. Juli | Jürgen Fabritius               | deutscher Theaterintendant                                                                                        | 83    |       |
| 14. Juli | Katrina Hanse-Himarwa          | namibische Politikerin                                                                                            | 57    |       |
| 14. Juli | Hans-Peter Hempel              | deutscher Yogalehrer und Buchautor                                                                                | 89    |       |
| 14. Juli | Jacoby Jones                   | US-amerikanischer American-Football-Spieler                                                                       | 40    |       |
| 14. Juli | Mara Kraus                     | Holocaust-Überlebende und Zeitzeugin                                                                              | 99    |       |
| 14. Juli | R. P. S. Lanrue                | deutscher Musiker                                                                                                 | 74    |       |
| 14. Juli | Klaus Laubenthal               | deutscher Rechtswissenschaftler, Kriminologe und Richter                                                          | 69    |       |
| 14. Juli | Romildo Magalhães              | brasilianischer Politiker                                                                                         | 78    |       |
| 14. Juli | Julien Andavo Mbia             | kongolesischer Bischof                                                                                            | 73    |       |
| 14. Juli | Dimitar Saprjanow              | bulgarischer Judoka                                                                                               | 64    |       |
| 14. Juli | Sylvain Saudan                 | Schweizer Extremskifahrer                                                                                         | 87    |       |
| 14. Juli | Christian Friedrich Schultze   | deutscher Politiker und Autor                                                                                     | 80    |       |
| 14. Juli | Johann Seitinger               | österreichischer Politiker                                                                                        | 63    |       |
| 14. Juli | Ursula Straumann               | Schweizer Psychologin                                                                                             | 80    |       |
| 14. Juli | Masaaki Ueki                   | japanischer Karateka                                                                                              | 85    |       |
| 14. Juli | František Višváder             | slowakischer Schriftsteller und Journalist                                                                        | 89    |       |
| 14. Juli | Heinz Weißflog                 | deutscher Kunstkritiker und Lyriker                                                                               | 71    |       |
| 14. Juli | Shirō Yadama                   | japanischer Kinderbuchautor und -illustrator                                                                      | 80    |       |
| 13. Juli | Pedro Bustos                   | argentinischer Basketballspieler                                                                                  | 96    |       |
| 13. Juli | Thomas Matthew Crooks          | US-amerikanischer Attentäter                                                                                      | 20    |       |
| 13. Juli | Mohammed Deif                  | palästinensischer Terrorist                                                                                       | 58    |       |
| 13. Juli | Shannen Doherty                | US-amerikanische Schauspielerin                                                                                   | 53    |       |
| 13. Juli | Rodney C. Ewing                | US-amerikanischer Geowissenschaftler                                                                              | 77    |       |
| 13. Juli | Ruth Hesse                     | deutsche Opern- und Konzertsängerin                                                                               | 87    |       |
| 13. Juli | Ingrīda Latimira               | lettische Politikerin                                                                                             | 65    |       |
| 13. Juli | Naomi Pomeroy                  | US-amerikanische Köchin und Gastronomin                                                                           | 49    |       |
| 13. Juli | Rui Baltazar dos Santos Alves  | mosambikanischer Politiker und Jurist                                                                             | 90    |       |
| 13. Juli | Ayres Sasaki                   | brasilianischer Musiker                                                                                           | 35    |       |
| 13. Juli | James Sikking                  | US-amerikanischer Schauspieler                                                                                    | 90    |       |
| 13. Juli | Richard Simmons                | US-amerikanischer Fitnesstrainer und Schauspieler                                                                 | 76    |       |
| 13. Juli | Ilija Walow                    | bulgarischer Fußballspieler                                                                                       | 62    |       |
| 13. Juli | Dieter Wendland                | deutscher Fußballspieler und -trainer                                                                             | 73    |       |
| 12. Juli | Tonke Dragt                    | niederländische Schriftstellerin                                                                                  | 93    |       |
| 12. Juli | Max Drömmer                    | deutscher Philosoph                                                                                               | 97    |       |
| 12. Juli | Alex Forsyth                   | kanadischer Eishockeyspieler                                                                                      | 69    |       |
| 12. Juli | Udo Hergenröder                | deutscher Politiker                                                                                               | 88    |       |
| 12. Juli | Raimar Kannengießer            | deutscher Kirchenmusiker                                                                                          | 94    |       |
| 12. Juli | Ingo Kleist                    | deutscher Politiker                                                                                               | 85    |       |
| 12. Juli | Janice J. Monk                 | australisch-US-amerikanische Geographin                                                                           | 87    |       |
| 12. Juli | Jens Odewald                   | deutscher Wirtschaftsmanager                                                                                      | 83    |       |
| 12. Juli | Noriko Ohara                   | japanische Synchronsprecherin                                                                                     | 88    |       |
| 12. Juli | Abel Sarmientos                | kubanischer Volleyballspieler                                                                                     | 93    |       |
| 12. Juli | Ivo Schwander                  | Schweizer Rechtswissenschaftler                                                                                   | 77    |       |
| 12. Juli | Bill Viola                     | US-amerikanischer Video- und Installationskünstler                                                                | 73    |       |
| 12. Juli | Ruth Westheimer                | US-amerikanische Sexualtherapeutin                                                                                | 96    |       |
| 11. Juli | Ruth Brandin                   | deutsche Schlagersängerin                                                                                         | 84    |       |
| 11. Juli | Stanislas Deriemaeker          | belgischer Organist und Musikpädagoge                                                                             | 92    |       |
| 11. Juli | Shelley Duvall                 | US-amerikanische Schauspielerin                                                                                   | 75    |       |
| 11. Juli | Alfred Fahr                    | deutscher Pharmazeut                                                                                              | 74    |       |
| 11. Juli | Heinrich Fürst zu Fürstenberg  | deutscher Unternehmer                                                                                             | 73    |       |
| 11. Juli | Viktor Haid                    | österreichischer Schauspieler und Komödiant                                                                       | 70    |       |
| 11. Juli | Willi Koslowski                | deutscher Fußballspieler                                                                                          | 87    |       |
| 11. Juli | Bas Maliepaard                 | niederländischer Radrennfahrer                                                                                    | 86    |       |
| 11. Juli | Thomas Lee Neff                | US-amerikanischer Physiker                                                                                        | 80    |       |
| 11. Juli | Carlos Obers                   | deutscher Werbegestalter                                                                                          | 83    |       |
| 11. Juli | Tomas Seyler                   | deutscher Dartspieler                                                                                             | 49    |       |
| 11. Juli | Andrei Tarassenko              | russischer Eishockeyspieler                                                                                       | 55    |       |
| 11. Juli | Hans Treitler                  | österreichischer Politiker                                                                                        | 83    |       |
| 11. Juli | Manfred Wirth                  | deutscher Urologe                                                                                                 | 75    |       |
| 10. Juli | Günther Antesberger            | österreichischer Musikwissenschaftler, Komponist, Musiker, Autor, Moderator und Musikredakteur                    | 81    |       |
| 10. Juli | Udo Bermbach                   | deutscher Politikwissenschaftler                                                                                  | 86    |       |
| 10. Juli | Kirsten Dehlholm               | dänische Künstlerin und Theatermacherin                                                                           | 79    |       |
| 10. Juli | Joe Henry Engle                | US-amerikanischer Astronaut                                                                                       | 91    |       |
| 10. Juli | Thomas Höpker                  | deutscher Fotograf und Dokumentarfilmregisseur                                                                    | 88    |       |
| 10. Juli | Alex Janvier                   | kanadischer Künstler                                                                                              | 89    |       |
| 10. Juli | Alphonsus Mathias              | indischer Erzbischof                                                                                              | 96    |       |
| 10. Juli | Marc Nerlove                   | US-amerikanischer Wirtschaftswissenschaftler                                                                      | 90    |       |
| 10. Juli | Tommy F. Robinson              | US-amerikanischer Politiker                                                                                       | 82    |       |
| 10. Juli | Hans-Otto Schumacher           | deutscher Kanute                                                                                                  | 74    |       |
| 10. Juli | Wadim Tumanow                  | sowjetischer bzw. russischer Bergbauunternehmer                                                                   | 96    |       |
| 10. Juli | Marian Velicu                  | rumänischer Boxer                                                                                                 | 47    |       |
| 9. Juli  | Joe Bonsall                    | US-amerikanischer Sänger                                                                                          | 76    |       |
| 9. Juli  | Michael Chisholm               | britischer Wirtschaftsgeograph                                                                                    | ≈93   |       |
| 9. Juli  | Edward Derbyshire              | britischer Geowissenschaftler                                                                                     | 91    |       |
| 9. Juli  | Jim Inhofe                     | US-amerikanischer Politiker                                                                                       | 89    |       |
| 9. Juli  | Hédi M’henni                   | tunesischer Politiker                                                                                             | 81    |       |
| 9. Juli  | Hans Georg Pescher             | deutscher Eishockeyspieler                                                                                        | 93    |       |
| 9. Juli  | Günter Pollex                  | deutscher Basketballspieler und -trainer                                                                          | 71    |       |
| 9. Juli  | Maxine Singer                  | US-amerikanische Biochemikerin und Molekularbiologin                                                              | 93    |       |
| 9. Juli  | Udo Sopp                       | deutscher Geistlicher und Fußballfunktionär                                                                       | 89    |       |
| 9. Juli  | Jerzy Stuhr                    | polnischer Schauspieler und Regisseur                                                                             | 77    |       |
| 9. Juli  | Hetty E. Verolme               | australische Holocaustüberlebende und Autorin                                                                     | 94    |       |
| 9. Juli  | Ernest Zongo                   | burkinischer Radrennfahrer                                                                                        | 60    |       |
| 9. Juli  | Joana Marques Vidal            | portugiesische Juristin                                                                                           | 68    |       |
| 8. Juli  | Jeremy Bacon                   | US-amerikanischer Jazzpianist                                                                                     | ≈65   |       |
| 8. Juli  | Moritz Baumgartl               | deutscher Maler und Grafiker                                                                                      | 90    |       |
| 8. Juli  | Peter Grosz                    | deutscher Schriftsteller                                                                                          | 76    |       |
| 8. Juli  | Pierre Nguyên Soan             | vietnamesischer Bischof                                                                                           | 87    |       |
| 8. Juli  | Manfred Odermatt               | Schweizer Fußballspieler                                                                                          | 84    |       |
| 8. Juli  | Sibylla Prieß-Crampe           | deutsche Mathematikerin                                                                                           | 89    |       |
| 8. Juli  | Eckhard von Raab-Straube       | deutscher Biologe und Kustos                                                                                      | 56    |       |
| 8. Juli  | Hans Rosenkranz                | deutscher Wirtschaftspädagoge                                                                                     | 84    |       |
| 8. Juli  | C. Norman Shealy               | US-amerikanischer Neurochirurg                                                                                    | 91    |       |
| 8. Juli  | Horst Stolt                    | deutscher Politiker                                                                                               | 91    |       |
| 8. Juli  | Jógvan Sundstein               | färöischer Politiker                                                                                              | 91    |       |
| 8. Juli  | Tony Voce                      | US-amerikanischer Eishockeyspieler                                                                                | 43    |       |
| 8. Juli  | Tadeusz Woźniak                | polnischer Musiker, Komponist und Sänger                                                                          | 77    |       |
| 8. Juli  | Michael Zulli                  | US-amerikanischer Künstler und Comiczeichner                                                                      | 71    |       |
| 7. Juli  | Karl-Heinz Boyke               | deutscher Maler, Bildhauer und Autor                                                                              | 69    |       |
| 7. Juli  | Haïm Brezis                    | französischer Mathematiker                                                                                        | 80    |       |
| 7. Juli  | Claude Ferragne                | kanadischer Leichtathlet                                                                                          | 71    |       |
| 7. Juli  | Hugh Geoghegan                 | irischer Jurist                                                                                                   | 86    |       |
| 7. Juli  | Sydney Kirkby                  | australischer Geodät und Polarforscher                                                                            | 91    |       |
| 7. Juli  | Jane McAlevey                  | US-amerikanische Organizerin, Autorin und Wissenschaftlerin                                                       | 59    |       |
| 7. Juli  | Yola Poastri                   | peruanische Kinderanimateurin, Moderatorin, Sängerin und Choreografin                                             | 74    |       |
| 7. Juli  | Jim Rotondi                    | US-amerikanischer Jazzmusiker                                                                                     | 61    |       |
| 7. Juli  | Bruno Zanin                    | italienischer Schauspieler                                                                                        | 73    |       |
| 6. Juli  | Marianne Aatz                  | deutsche Malerin und Glasmalerin                                                                                  | 95    |       |
| 6. Juli  | Pino D’Angiò                   | italienischer Popsänger und -musiker                                                                              | 71    |       |
| 6. Juli  | Robert H. Barnes               | US-amerikanisch-britischer Anthropologe                                                                           | 79    |       |
| 6. Juli  | Mirta Díaz-Balart              | kubanische Politikergattin                                                                                        | 95    |       |
| 6. Juli  | André Drege                    | norwegischer Radrennfahrer                                                                                        | 25    |       |
| 6. Juli  | Joe Egan                       | britischer Singer-Songwriter                                                                                      | 77    |       |
| 6. Juli  | Franz-Otto Falke               | deutscher Unternehmer                                                                                             | 101   |       |
| 6. Juli  | Evert Hoek                     | südafrikanisch-kanadischer Bauingenieur                                                                           | 90    |       |
| 6. Juli  | Khyree Jackson                 | US-amerikanischer American-Football-Spieler                                                                       | 24    |       |
| 6. Juli  | Hans Jelenko                   | österreichischer Basketballspieler                                                                                | 81    |       |
| 6. Juli  | Paul Mommertz                  | deutscher Schriftsteller                                                                                          | 94    |       |
| 6. Juli  | John O’Mahony                  | irischer Politiker (Fine Gael)                                                                                    | 71    |       |
| 6. Juli  | Ahmed Refaat                   | ägyptischer Fußballspieler                                                                                        | 31    |       |
| 6. Juli  | Dudley Roberts                 | englischer Fußballspieler                                                                                         | 78    |       |
| 6. Juli  | Roberta Taylor                 | britische Schauspielerin                                                                                          | 76    |       |
| 6. Juli  | Javier Valle Riestra           | peruanischer Politiker                                                                                            | 92    |       |
| 5. Juli  | Serge Ducosté                  | haitianischer Fußballspieler                                                                                      | 80    |       |
| 5. Juli  | Janusz Duda                    | polnischer Skispringer                                                                                            | 63    |       |
| 5. Juli  | Yvonne Furneaux                | britisch-französische Schauspielerin                                                                              | 98    |       |
| 5. Juli  | Raphaël Géminiani              | französischer Radrennfahrer                                                                                       | 99    |       |
| 5. Juli  | Liana Issakadse                | georgische Geigerin und Dirigentin                                                                                | 77    |       |
| 5. Juli  | Reinhardt Jünemann             | deutscher Ingenieur                                                                                               | 87    |       |
| 5. Juli  | Nikolai Korolkow               | sowjetischer Springreiter                                                                                         | 77    |       |
| 5. Juli  | Jon Landau                     | US-amerikanischer Filmproduzent                                                                                   | 63    |       |
| 5. Juli  | George Mamalassery             | indischer Bischof                                                                                                 | 92    |       |
| 5. Juli  | Stanley Moss                   | US-amerikanischer Lyriker, Verleger und Kunsthändler                                                              | 99    |       |
| 5. Juli  | Ziaur Rahman                   | bangladeschischer Schachspieler                                                                                   | 50    |       |
| 5. Juli  | Bengt Ingemar Samuelsson       | schwedischer Biochemiker                                                                                          | 90    |       |
| 5. Juli  | Arnold Schmidt                 | österreichischer Physiker                                                                                         | 85    |       |
| 5. Juli  | Alfred Schrader                | deutscher Dramaturg und Hörspielautor                                                                             | 99    |       |
| 5. Juli  | Vic Seixas                     | US-amerikanischer Tennisspieler                                                                                   | 100   |       |
| 4. Juli  | Boris Björn Bagger             | deutscher Gitarrist, Komponist, Arrangeur und Dirigent                                                            | 69    |       |
| 4. Juli  | Wade Bell                      | US-amerikanischer Leichtathlet                                                                                    | 79    |       |
| 4. Juli  | Cas Janssens                   | niederländischer Fußballspieler                                                                                   | 79    |       |
| 4. Juli  | Tom Dunker                     | deutscher Motorrad-Bahnrennfahrer                                                                                 | 55    |       |
| 4. Juli  | Hans Köhler                    | deutscher Mediziner                                                                                               | 82    |       |
| 4. Juli  | Reiner Pommerin                | deutscher Historiker                                                                                              | 81    |       |
| 4. Juli  | Rudolf Pokorny                 | deutscher Historiker                                                                                              | 73    |       |
| 4. Juli  | Harihar Rajaram                | indisch-US-amerikanischer Hydrologe und Umweltwissenschaftler                                                     | 59    |       |
| 4. Juli  | Ewy Rosqvist                   | schwedische Rallyefahrerin                                                                                        | 94    |       |
| 4. Juli  | Ismaila Sambou                 | gambischer Politiker und Diplomat                                                                                 | 75    |       |
| 3. Juli  | Michael H. Crawford            | US-amerikanischer Anthropologe und Humanbiologe                                                                   | 84    |       |
| 3. Juli  | Roland Dumas                   | französischer Politiker                                                                                           | 101   |       |
| 3. Juli  | Christoph Führ                 | deutscher Bildungshistoriker                                                                                      | 92    |       |
| 3. Juli  | Gerhard Götz                   | deutscher Weinbaufachmann                                                                                         | 93    |       |
| 3. Juli  | Gernot Gutmann                 | deutscher Ökonom                                                                                                  | 94    |       |
| 3. Juli  | Andrij Kuzenko                 | ukrainischer Radsportler                                                                                          | 34    |       |
| 3. Juli  | McKim Marriott                 | US-amerikanischer Anthropologe                                                                                    | 100   |       |
| 3. Juli  | José de Jesús Núñez Viloria    | venezolanischer Bischof                                                                                           | 86    |       |
| 3. Juli  | Yvan Pestalozzi                | Schweizer Eisenplastiker und Objektkünstler                                                                       | 86    |       |
| 3. Juli  | Bernhard Pfletschinger         | deutscher Autor und Dokumentarfilmer                                                                              | 77    |       |
| 3. Juli  | Wolfgang Seegrün               | deutscher Historiker und Theologe                                                                                 | 90    |       |
| 3. Juli  | Manfred Sorg                   | deutscher Theologe und Kirchenfunktionär                                                                          | 85    |       |
| 3. Juli  | Hans-Ulrich Wepfer             | Schweizer Historiker, Seminarlehrer, Denkmalpfleger und Museumsleiter                                             | 85    |       |
| 3. Juli  | Nugsari Zurzumia               | georgischer Ringer                                                                                                | 27    |       |
| 2. Juli  | Vladimír Bokes                 | slowakischer Komponist                                                                                            | 78    |       |
| 2. Juli  | Sune Carlsson                  | schwedischer Segler                                                                                               | 92    |       |
| 2. Juli  | Tom Fowler                     | US-amerikanischer Bassist                                                                                         | 73    |       |
| 2. Juli  | André Hediger                  | Schweizer Politiker                                                                                               | 83    |       |
| 2. Juli  | Mike Heslin                    | US-amerikanischer Schauspieler                                                                                    | 35    |       |
| 2. Juli  | Comunardo Niccolai             | italienischer Fußballspieler                                                                                      | 77    |       |
| 2. Juli  | Gerd Pieper                    | deutscher Unternehmer                                                                                             | 80    |       |
| 2. Juli  | Aydos Sadykow                  | kasachischer Regierungskritiker                                                                                   | 55    |       |
| 2. Juli  | Bernhard Scharf                | deutscher Chemiker und Politiker                                                                                  | 88    |       |
| 2. Juli  | Vaclovas Šleinota              | litauischer Manager und Politiker                                                                                 | 73    |       |
| 2. Juli  | Rostislav Vondruška            | tschechischer Politiker                                                                                           | 63    |       |
| 2. Juli  | Jeff Whitefoot                 | englischer Fußballspieler                                                                                         | 90    |       |
| 1. Juli  | George Biguzzi                 | italienischer Bischof                                                                                             | 88    |       |
| 1. Juli  | Fausto Bordalo Dias            | portugiesischer Sänger und Komponist                                                                              | 75    |       |
| 1. Juli  | Gilbert Desmet                 | belgischer Radrennfahrer                                                                                          | 93    |       |
| 1. Juli  | Gerhard Dilcher                | deutscher Rechts- und Wissenschaftshistoriker                                                                     | 92    |       |
| 1. Juli  | Joyce Easton                   | US-amerikanische Filmschauspielerin                                                                               | 93    |       |
| 1. Juli  | Jeffrey Hopkins                | US-amerikanischer Tibetologe                                                                                      | 83    |       |
| 1. Juli  | Renate Hoy                     | deutsche Schönheitskönigin und Schauspielerin                                                                     | 93    |       |
| 1. Juli  | Taras Hunczak                  | ukrainisch-US-amerikanischer Historiker                                                                           | 92    |       |
| 1. Juli  | Ismail Kadare                  | albanischer Schriftsteller                                                                                        | 88    |       |
| 1. Juli  | June Leaf                      | US-amerikanische Künstlerin                                                                                       | 94    |       |
| 1. Juli  | Hermine Liska                  | österreichische Zeugin Jehovas, NS-Opfer und Zeitzeugin                                                           | 94    |       |
| 1. Juli  | Larry Monroe                   | US-amerikanischer Jazzmusiker                                                                                     | 84    |       |
| 1. Juli  | Manfred Nagler                 | deutscher Politiker                                                                                               | 85    |       |
| 1. Juli  | Maria Rosaria Omaggio          | italienische Schauspielerin und Autorin                                                                           | 67    |       |
| 1. Juli  | Juri Reetz                     | deutscher Fotograf                                                                                                | 61    |       |
| 1. Juli  | Johanna Schwab                 | österreichische Ordensschwester                                                                                   | 90    |       |
| 1. Juli  | Michael Sinelnikoff            | britischer Schauspieler                                                                                           | 95    |       |
| 1. Juli  | Martin Stern                   | Schweizer Literaturwissenschaftler                                                                                | 94    |       |
| 1. Juli  | Julien Terzics                 | französischer Politaktivist und Schlagzeuger                                                                      | 55    |       |
| 1. Juli  | Robert Towne                   | US-amerikanischer Drehbuchautor, Schauspieler und Regisseur                                                       | 89    |       |
| 1. Juli  | Max Vögele                     | Schweizer Unternehmer                                                                                             | 93    |       |
| 1. Juli  | Horst Zickelbein               | deutscher Maler und Grafiker                                                                                      | 97    |       |

### Datum unbekannt
| Zeitangabe                      | Name                      | Beruf, bekannt als                              | Alter | Beleg |
| ------------------------------- | ------------------------- | ----------------------------------------------- | ----- | ----- |
| Tod bekannt gegeben am 31. Juli | Constantin Ionescu        | rumänischer Schachspieler                       | 65    |       |
| Tod bekannt gegeben am 29. Juli | Günter Fink               | deutscher Journalist und Moderator              | 70    |       |
| Tod bekannt gegeben am 22. Juli | Ferit Edgü                | türkischer Schriftsteller                       | 88    |       |
| Tod bekannt gegeben am 10. Juli | Wolfgang Kitterer         | deutscher Ökonom und Finanzwissenschaftler      | ≈81   |       |
| Tod bekannt gegeben am 8. Juli  | Stephen Musa              | nigerianischer Fußballspieler                   | 49    |       |
| vor dem 6. Juli                 | Christine Dölle           | deutsche Grafikerin, Karikaturistin und Autorin | ≈83   |       |
| tot aufgefunden am 5. Juli      | Carlos Espinosa Domínguez | kubanischer Schriftsteller                      | 74    |       |
| Tod bekannt gegeben am 4. Juli  | Fred Rosner               | US-amerikanischer Medizinethiker                | 88    |       |
| Tod bekannt gegeben am 3. Juli  | Wolf-Dietrich Neiling     | deutscher Handballspieler                       | 82    |       |
| tot aufgefunden am 1. Juli      | Jacques Freitag           | südafrikanischer Leichtathlet                   | 42    |       |
| tot aufgefunden am 1. Juli      | Falko Ochsenknecht        | deutscher Laiendarsteller und Sänger            | 39    |       |
| Juli                            | Michael Hatry             | deutscher Autor und Dramaturg                   | 83    |       |